# The Corner (film, 1916)
Pour plus de détails, voir Fiche technique et Distribution.
The Corner est un film américain réalisé par Walter Edwards, sorti en 1916.

## Synopsis
Un syndicaliste s'octroie avec l'aide de ses hommes les cargaisons alimentaires à destination des classes les plus défavorisés.

## Fiche technique
- Titre : The Corner
- Réalisation : Walter Edwards
- Scénario : C. Gardner Sullivan
- Photographie : Otis M. Gove et Devereaux Jennings
- Pays de production : États-Unis
- Format : Noir et blanc - 1,33:1 - Film muet
- Genre : drame
- Durée : 50 minutes
- Date de sortie : 1916

## Distribution
- George Fawcett : David Waltham
- Willard Mack : John Adams
- Clara Williams : Mrs Adams
- Louise Brownell : Mrs Waltham
- Charles Miller : le percepteur de loyers
- John Gilbert (non crédité)